# Новиков, Ефим Васильевич
Ефим Васильевич Новиков (21 декабря 1906, с. Волоконовка, Воронежская губерния — 27 февраля 1963, пос. Волоконовка, Белгородская область) — старший лейтенант Рабоче-крестьянской Красной Армии, участник Великой Отечественной войны, Герой Советского Союза (1945).

## Биография
Ефим Новиков родился 21 декабря 1906 года в селе Волоконовка (ныне — районный центр в Белгородской области). После окончания начальной школы работал сначала на кирпичном заводе, затем стал председателем колхоза, руководил сельпо. В июне 1941 года Новиков был призван на службу в Рабоче-крестьянскую Красную Армию. Окончил командные танковые курсы. С декабря 1941 года — на фронтах Великой Отечественной войны.
К августу 1944 года старший лейтенант Ефим Новиков командовал взводом 233-й танковой бригады 5-го механизированного корпуса 6-й танковой армии 2-го Украинского фронта. Отличился во время освобождения Румынии. 28 августа 1944 года Новиков во время боёв под городом Васлуй лично уничтожил 6 артиллерийских орудий и 10 станковых пулемётов. В бою у станции Красна в 16 километрах к югу от Васлуя он уничтожил 3 танка, сам был ранен, но продолжал сражаться.
Указом Президиума Верховного Совета СССР от 24 марта 1945 года старший лейтенант Ефим Новиков был удостоен высокого звания Героя Советского Союза с вручением ордена Ленина и медали «Золотая Звезда».
После окончания войны Новиков был уволен в запас. Проживал и работал на родине. Скончался 27 февраля 1963 года.
Был также награждён орденом Красной Звезды и рядом медалей.